# Мирная (Гомельская область)
Мирная (бел. Мірная) (до 29 декабря 1977 года Романовка) — деревня в Столпнянском сельсовете Рогачёвского района Гомельской области Беларуси.

## География

### Расположение
В 42 км на юго-восток от Рогачёва, 12 км от железнодорожной станции Салтановка (на линии Гомель — Жлобин), в 65 км от Гомеля.

## Транспортная сеть
Транспортные связи по просёлочной дороге, затем по шоссе Довск — Гомель. Планировка состоит из короткой прямолинейной меридиональной улицы, застроенной деревянными домами усадебного типа.

## История
Основана в начале XX века переселенцами из соседних деревень. Наиболее активная застройка велась в 1920-х годах. В 1932 году жители вступили в колхоз. 3 жителя погибли в советско-финскую, 14 — в Великую Отечественную войны. Согласно переписи 1959 года в составе колхоза «Светлый путь» (центр — деревня Столпня).

## Население

### Численность
- 2004 год — 14 хозяйств, 25 жителей.

### Динамика
- 1959 год — 154 жителя (согласно переписи).
- 2004 год — 14 хозяйств, 25 жителей.